# Yarrow Point
Yarrow Point es un pueblo ubicado en el condado de King en el estado estadounidense de Washington. En el año 2000 tenía una población de 1.008 habitantes y una densidad poblacional de 1.050,3 personas por km².

## Geografía
Yarrow Point se encuentra ubicada en las coordenadas 47°38′39″N 122°13′0″O / 47.64417, -122.21667.

## Demografía
Según la Oficina del Censo en 2000 los ingresos medios por hogar en la localidad eran de $117.940, y los ingresos medios por familia eran $126.075. Los hombres tenían unos ingresos medios de $100.000 frente a los $52.500 para las mujeres. La renta per cápita para la localidad era de $72.135. Alrededor del 3,4% de la población estaban por debajo del umbral de pobreza.